# 北秋田市立鷹巣西小学校
北秋田市立鷹巣西小学校（きたあきたしりつたかのすにししょうがっこう）は、秋田県北秋田市坊沢に存在した公立小学校。

## 沿革

### 年表
- 1971年（昭和46年）4月1日 - 坊沢・七座・黒沢・緑ヶ丘の4小学校が統合し、鷹巣町立鷹巣西小学校として創立。
- 2016年（平成28年）3月31日 - 鷹巣小学校と統合のため閉校[1]。

## 通学区域
- 坊沢字・黒沢字・前山字・今泉字の全地域

## 進学先中学校
- 北秋田市立鷹巣中学校

## 学区内の主な施設
- 永安寺
- 津谷内科
- 坊沢郵便局
- 坊沢公民館
- 鷹巣西駐在所

## 交通
- 秋北バス「坊沢上町」バス停より徒歩1分
- 東日本旅客鉄道奥羽本線 鷹ノ巣駅より車で7分